# Francisco Naranjo
General José Francisco Naranjo  (Lampazos de Naranjo, Nuevo León; 17 de abril de 1839 - Ciudad de México, Distrito Federal; 22 de junio de 1908) fue un destacado militar mexicano que peleó en la Revolución de Ayutla, en la Guerra de Reforma y en la Segunda intervención francesa en México. Fue secretario de Guerra y Marina en el gobierno del general Manuel González Flores, y durante el gobierno de Porfirio Díaz se retiró del ejército, viviendo retirado de la vida pública hasta su muerte. Fue padre del general revolucionario y gobernador de Morelos, Ing. Francisco Naranjo García, y del historiador Leopoldo Naranjo; y a su vez, tío del licenciado Nemesio García Naranjo.

## Biografía
Nació en Lampazos, Nuevo León, el 17 de abril de 1839, siendo hijo de José María Naranjo y de Claudia de la Garza. Desde muy joven intervino en frecuentes campañas contra los indios bárbaros que asolaban el norte del país.

## Sus inicios
Sentó plaza como soldado en el Primer Regimiento de Caballería, en el mismo lugar, el 16 de marzo de 1855. Estuvo en la toma de Monterrey el 23 de ese mismo mes, con las fuerzas de Santiago Vidaurri, y en la de Saltillo el 23 de julio, contra el general Francisco Güitián. Hizo la campaña en San Luis Potosí a las órdenes de Juan Zuazua y concurrió a la batalla de Ahualulco en 1858, y ascendió a capitán el 1.º de octubre de ese año.

## Contra el ejército invasor francés
De 1859 a 1862 Naranjo militó con el Segundo Regimiento de Caballería de Nuevo León. Hizo la campaña en Tamaulipas contra Carbajal, y concurrió a diversas acciones de armas. Durante la intervención francesa, en el lapso 1862-63, combatió a las fuerzas del mariscal Federico Forey, y con el grado de comandante de escuadrón estuvo en el Sitio de Puebla. Naranjo fue hecho prisionero el 17 de marzo, pero logró fugarse a Orizaba.
Se incorporó en septiembre de 1864 al cuerpo Cazadores de Zaragoza, y estuvo en la ocupación de Monterrey y combatió a Tabachinsky en El Salvador. Ascendido a teniente coronel el 27 de junio, Naranjo hizo la campaña en Coahuila contra Olvera, López y Julián Quiroga. El 10 de septiembre el general Miguel Negrete le expidió despacho de coronel. Temporalmente tuvo a su cargo el gobierno y la comandancia militar de Nuevo León en 1864.
El 7 de marzo del año siguiente, Naranjo se unió a Mariano Escobedo y colaboró en la reorganización del Ejército del Norte. Combatió nuevamente a Tabachinsky en el Arroyo del Tío Díaz, en Coahuila, el 4 de abril; y a las órdenes del Gral. Miguel Negrete combatió a Jeanningros en la Angostura. Afiliado al cuerpo de Carabineros de Lampazos, hizo con Escobedo la campaña de Nuevo León y Tamaulipas. En Paso de las Cabras derrotó a Felipe Tinajero el 16 de agosto, y estuvo en noviembre en el asedio de Matamoros contra Tomás Mejía.
Francisco Naranjo asistió el 1 de marzo de 1866 a la batalla de Santa Isabel, en las cercanías de Parras, Coahuila, contribuyendo a derrotar al comandante Briand. Allí Naranjo fue herido y se significó por su arrojo, y por esta acción le fue otorgado el grado de general de brigada, en despacho firmado en Paso del Norte (hoy Ciudad Juárez), el 28 de marzo. El 16 de junio del mismo año asistió a la batalla de Santa Gertrudis, cerca de Camargo, con el mando de la 2a. brigada del ejército; después concurrió a la ocupación de Monterrey y participó en la campaña al interior del país, hasta el sitio de Querétaro, en marzo-mayo de 1867, tomando parte en los combates de San Gregorio, Cimatario y otros.
Una vez concluida la intervención francesa, el general Naranjo fue designado inspector de las colonias militares de Nuevo León, Coahuila, Durango, Chihuahua, Sonora y Sinaloa (1868-1871). Defendiendo el Plan de la Noria, Naranjo estuvo en 1872 en el sitio y toma de Saltillo, en la batalla de la Bufa, Zacatecas; y en la del Topo Chico, al norte de Monterrey. En 1876 Naranjo luchó a favor del Plan de Tuxtepec, concurriendo a la batalla de Icamole y otras.
El 27 de febrero de 1882 Naranjo fue ascendido a general de división y designado Ministro de Guerra y Marina. Fue relegado políticamente en 1885, con Treviño y otros caudillos, viviendo en estrecha tirantez de relaciones durante el régimen del gobernador Bernardo Reyes; hasta que el 18 de febrero de 1887 le fue dada a Naranjo la patente de retiro del ejército por más de treinta años de servicios.

## Fallecimiento
El general Francisco Naranjo falleció a las 8 de la mañana del 22 de junio de 1908 en la Ciudad de México. Le sobrevivió su esposa, doña Dolores García, hasta el 3 de julio de 1927. Al desaparecer el Panteón del Tepeyac donde fue sepultado, sus restos fueron trasladados a Monterrey. En una urna se conservaron sus restos, en el Museo Regional de Nuevo León, en el Obispado; más tarde fueron trasladados al basamento de una de las estatuas de la Explanada de los Héroes en la Gran Plaza. En la telenovela El vuelo del águila fue interpretado por el actor León Barroso.

## Honores
Por decreto del 28 de diciembre de 1877, el Congreso del Estado le honró llamando a su ciudad natal Lampazos de Naranjo.